# Ропно
Ро́пно (бел. Ропна) — проточное озеро на территории Полоцкого района в Витебской области Беларуси. Находится между деревнями Коллективная и Ропна, в 6 км к северо-западу от Полоцка. Относится к бассейну Западной Двины.
Ропно располагается на высоте 125,2 м над уровнем моря в Боровухском сельсовете на северо-западе Полоцкого района. На севере и западе к озеру прилегает территория деревни Коллективная. Котловина ложбинного типа, вытянута с северо-запада на юго-восток. Склоны крутые, высотой 5 м, с зарослями кустарника. Площадь озера составляет 37 га. Длина — 0,98 км, наибольшая ширина — 0,56 км. Береговая линия длиной 2,15 км. Максимальная глубина — 3,4 м, средняя — 1,9 м. С западной стороны вытекает ручей, впадающий в Западную Двину.